# يورغن هاسلر
يورغن هاسلر (بالألمانية: Jürgen Hasler)‏ هو متزحلق جبال الألب ليختنشتاني، ولد في 7 مايو 1973 في غرابز ‏ في سويسرا.

## وصلات خارجية
- يورغن هاسلر على موقع الاتحاد الدولي للتزلج (التزلج على المنحدرات الثلجية) (الإنجليزية)
- يورغن هاسلر على موقع أوليمبيديا (الإنجليزية)